# Персональная сеть
Персональная сеть (англ. Personal Area Network, PAN) — это сеть, построенная «вокруг» человека. PAN представляет собой компьютерную сеть, которая используется для передачи данных между устройствами, такими как компьютеры, телефоны, планшеты и персональные карманные компьютеры (КПК). Персональные сети могут использоваться как для информационного взаимодействия отдельных устройств между собой (интерперсональная коммуникация), так и для соединения их с сетями более высокого уровня, например, глобальной сети Интернет (восходящая линия связи), где одно "первичное" устройство берет на себя роль интернет-маршрутизатора.
Беспроводная персональная сеть (WPAN) является маломощной PAN, которая организуется на небольшом расстоянии с использованием беспроводных сетевых технологий, таких как:
- INSTEON
- IrDA
- Wireless USB
- Bluetooth
- Z-Wave
- ZigBee
- Нательная компьютерная сеть
- Piconet.

Радиус действия WPAN составляет от нескольких десятков сантиметров до нескольких метров, так что все устройства находятся в одной рабочей области. PAN также может организовываться с использованием проводных компьютерных шин, таких как USB и FireWire.
Хотя, использование мобильного телефона в качестве точки доступа для других устройств через Wi-Fi соединение может быть использовано только одним пользователем, всё же такая сеть не считается PAN.

## Особенности PAN
- Малое число абонентов (сеть должна поддерживать работу до 8 участников)
- Небольшой радиус действия, до 30 метров (100 футов)
- Некритичность к наработке на отказ.
- Все устройства, входящие в PAN-сеть, можно контролировать.
- Отсутствие арбитража среды. Это означает, что встроенных средств контроля, как и кто может работать с этим типом сети — нет.

## Проводная персональная сеть
Примером вышеуказанной персональной сети является простой кабель для передачи данных. Он также является PAN, потому что устанавливает персональное соединение для пользователей. PAN переназначена для личного пользования.

## Беспроводная компьютерная сеть
Беспроводная персональная сеть (WPAN) это та же самая персональная сеть, однако в ней, все соединения являются беспроводными. Беспроводной PAN основан на стандарте IEEE 802.15. В WPAN используются два вида беспроводных технологий. Это Bluetooth и Infrared Data Association.
Беспроводные персональные сети применяются для связи различных устройств (как портативных, так и настольных), включая компьютерную, бытовую и оргтехнику, средства связи и т. д. Такие сети могут иметь и более специализированное назначение, например, в медицине.
Ключевым понятием в технологии WPAN является "подключение". В идеальном случае, когда любые два WPAN-оборудованные устройства находятся в непосредственной близости (в пределах нескольких метров друг от друга) или на расстоянии нескольких километров от центрального сервера, они могут общаться, как будто соединены с помощью кабеля. Другой важной особенностью является способность каждого устройства выборочно блокировать связь с другими устройствами, с целью предотвращения несанкционированного доступа к информации.
Технология WPAN сейчас находится в стадии становления и переживает бурное развитие. На данный момент в цифровом режиме предлагаются рабочие частоты порядка 2,4 ГГц. Цель, которую хотят достичь в этой технологии - обеспечить стабильную и бесперебойную работу всех систем, использующих WPAN. Каждое устройство в WPAN будет иметь возможность подключиться к любому другому устройству в той же WPAN, при условии, что они находятся в зоне видимости друг друга. Кроме того, в будущем, во всем мире все беспроводные персональные сети будут взаимосвязаны. Так, например, археолог на сайте в Греции сможет использовать карманный компьютер для прямого доступа к базам данных в университете Миннесоты в Миннеаполисе, и передать результаты этой базе данных.

## Bluetooth
Bluetooth использует радиоволны ближнего радиуса действия на расстояниях примерно до 10 метров. Примеры Bluetooth-устройств: беспроводная клавиатура; мышь; аудио наушники; принтеры, которые могут подключаться к КПК; сотовые телефоны или компьютеры, связанные по беспроводному каналу. 
Bluetooth-PAN также называется пикосетью (префикс "пико" означает очень маленькую величину, а именно одну триллионную), и состоит из 8 активных устройств, работающих в режиме "ведущий-ведомый" (очень большое количество устройств может быть подключено в режиме "припаркованного"). Одно устройство Bluetooth в пикосети является первичным, и все остальные устройства являются вторичными, которые обмениваются данными с первичным. Пикосеть обычно имеет диапазон 10 метров (33 футов), хотя при идеальных условиях может быть достигнута дальность до 100 метров (330 футов).

## Infrared Data Association
Ассоциация инфракрасной передачи данных (IrDA) использует инфракрасный свет, который имеет частоту ниже чувствительности человеческого глаза. Инфракрасный свет вообще используется, например, в телевизионных пультах дистанционного управления. Типичными устройствами WPAN, которые используют IrDA являются принтеры, клавиатуры и другие интерфейсы последовательных данных.